# Oxyphyma
Oxyphyma is een geslacht van rechtvleugeligen uit de familie veldsprinkhanen (Acrididae). De wetenschappelijke naam van dit geslacht is voor het eerst geldig gepubliceerd in 1861 door Saussure.

## Soorten
Het geslacht Oxyphyma  is monotypisch en omvat slechts de volgende soort:
- Oxyphyma jurinei (Saussure, 1861)